# قرة جة قيا
قرة جة قيا هي قرية في مقاطعة ميانة، إيران. عدد سكان هذه القرية هو 112 في سنة 2006.